# Bojana Hudales Kori
Bojana Hudales Kori, slovenska uradnica, * 1940.
Bila je svetovalka predsednika Slovenije Milana Kučana.

## Odlikovanja in nagrade
Leta 2002 je prejela častni znak svobode Republike Slovenije z naslednjo utemeljitvijo: »za požrtvovalno delo v dobro slovenske države«.